# KROHNE Messtechnik
KROHNE Messtechnik — германская компания, специализирующаяся на технологическом оборудовании и услугах.

## История
Компания KROHNE была основана в 1921 году. В то время она называлась LUDWIG KROHNE & SOHN и производила только ротаметры. Компанией руководили Ludwig Krohne и Kristian Rademacher Dubbick. В 1936 году все производство перенесли из арендуемых помещений в здания, находившиеся в собственности компании, которые впоследствии были разрушены во время Второй мировой войны. Компания является собственностью семьи Rademacher-Dubbick.
В конце 1970-х годов Kristian Dubbick оставил свой пост управляющего директора и стал председателем Совета директоров. Сегодня во главе компании стоят Michael Dubbick (осуществляет руководство компанией и управление персоналом) и Stephan Neuburger (продажи и маркетинговая политика).
Помимо Дуйсбурга, где находятся головной офис KROHNE Group, центральное руководство и центр технической поддержки, производство приборов измерения расхода и уровня осуществляется по всему миру. KROHNE располагается на всех 5 континентах: 14 заводов в 10 странах, в том числе и в России, г. Самара; 40 подразделений KROHNE по всему миру; 46 эксклюзивных торговых представительств. 29 офисов KROHNE и 59 представительств по всему миру продают приборы, изготовленные на 14 производственных предприятиях в 9 странах. Общий объем продаж за 2006 год составил около 227 миллионов евро. В штате фирмы KROHNE числится 2047 человек.
Все заводы-изготовители фирмы KROHNE имеют сертификацию ISO 9001.